# Temporada 2021 de la NFL
La temporada 2021 de la NFL fue la 102.ª temporada de la Liga Nacional de Fútbol Americano (NFL). La duración de la temporada regular fue de 18 juegos. La temporada regular de 2021 fue la primera en ser elegible para expandirse. La temporada comenzó el 9 de septiembre de 2021, y  finalizó con el Super Bowl LVI, el juego de campeonato de la liga, en el SoFi Stadium en Inglewood, California, que se llevó a cabo el 13 de febrero de 2022.

## Pretemporada
Los campamentos de entrenamiento se llevaron a cabo desde finales de julio hasta agosto.
El Juego del Salón de la Fama del Fútbol Americano Profesional se jugó el 5 de agosto, cuando Pittsburgh derrotó a Dallas. Los dos equipos estaban programados previamente para jugar el juego de 2020 antes de que fuera cancelado debido a la pandemia de COVID-19.

## Retiros

### Retiros destacados
- QB Drew Brees – 13 veces Pro Bowler, 5 veces All-Pro (1 en el primer equipo, 4 en segundo equipo), 2 veces Jugador Ofensivo del año (2008 y 2011), Campeón y MVP del Super Bowl XLIV, Regreso del año en 2004, y Hombre del año en 2006. Jugó con San Diego Chargers y New Orleans en sus 20 años de carrera.[14][15]
- DT Jurrell Casey - 5 veces Pro Bowler y segundo equipo All-Pro en 2013. Jugó en Tennessee y Denver en sus 10 años de carrera.[16]
- LB Thomas Davis – 13 veces Pro Bowler, 2 veces All-Pro (1 de ellas en primer equipo) y Hombre del Año en 2014. Jugó para Carolina, Los Angeles Chargers, y Washington en sus 16 años de carrera.[17]
- WR Julian Edelman – 3 títulos de Super Bowl (XLIX, LI, y LIII) y más valioso del Super Bowl LIII. Solo jugó para New England en sus 12 años de carrera.[18]
- LB Tamba Hali – 6 veces Pro Bowler y dos veces en el segundo equipo All-Pro. Jugó solo para Kansas City en sus 12 años de carrera.[19]
- G Mike Iupati – 4 veces Pro Bowler 2 veces All-Pro (una de ellas en el primer equipo). Jugó para San Francisco, Arizona, y Seattle en sus 11 años de carrera.[20]
- RB LeSean McCoy – 6 veces Pro Bowler, 2 veces primer equipo All-Pro, y dos títulos de Super Bowl (LIV y LV). Jugó para Philadelphia, Buffalo, Kansas City y Tampa Bay en sus 12 años de carrera.[21]
- C Maurkice Pouncey – 9 veces Pro Bowler y cinco veces All-Pro (tres de ellas en el primer equipo). Solo jugó para Pittsburgh en sus 11 años de carrera.[22]
- C Mike Pouncey – 4 veces Pro Bowler. Jugó para Miami y Los Angeles Chargers en sus 10 años de carrera.[22]
- QB Philip Rivers – 9 veces Pro Bowler y Regreso del Año en 2013. Jugó para San Diego/Los Angeles Chargers e Indianapolis en sus 17 años de carrera.[23]
- WR Demaryius Thomas - 5 veces Pro Bowler, 2 veces segundo equipo All-Pro, y campeón del Super Bowl 50. Jugó para Denver, Houston, New England, y New York Jets en sus 10 años de carrera.[24]
- K Adam Vinatieri – 3 veces Pro Bowler, tres veces en el primer equipo All-Pro, 4 veces campeón del Super Bowl (XXXVI, XXXVIII, XXXIX, y XLI), y líder anotador de todos los tiempos. Jugó para New England e Indianapolis en sus 24 años de carrera.[25]
- TE Jason Witten – 11 veces Pro Bowler, 4 veces All-Pro (dos de ellas en el primer equipo), y Hombre del Año en 2012. Jugó para Dallas y Las Vegas en sus 17 años de carrera.[26]

### Otros Retiros
- Antoine Bethea[27]
- Morgan Burnett[28]
- Malcolm Butler[29]
- Jake Butt[30]
- Anthony Castonzo[31]
- Anthony Chickillo[32]
- Tyrone Crawford[33]
- Patrick Chung[34]
- Todd Davis[35]
- Patrick DiMarco[36]
- Anthony Fabiano[37]
- Zach Fulton[38]
- Taylor Gabriel[39]
- Marcus Gilbert[40]
- Ted Ginn Jr.[41]
- Ryan Glasgow[42]
- Stephen Hauschka[43]
- Hale Hentges[44]
- Josh Hill[45]
- Kevin Johnson[46]
- Abry Jones[47]
- Johnathan Joseph[48]
- Nick Keizer[49]
- Daniel Kilgore[50]
- Sean Lee[51]
- Alex Lewis[52]
- Dion Lewis[53]
- Joe Looney[54]
- Kyle Love[55]
- Vance McDonald[56]
- Roosevelt Nix[57]
- Greg Olsen[58]
- James Onwualu[59]
- Donald Penn[60]
- Brian Price[61]
- Jordan Reed[62]
- Weston Richburg[63]
- Theo Riddick[64]
- Patrick Robinson[65]
- Jake Rudock[66]
- Bishop Sankey[67]
- Matt Schaub[68]
- Anthony Sherman[69]
- Alex Smith[70]
- Cameron Smith[71]
- Simon Stepaniak[72]
- Alex Tanney[73]
- Jared Veldheer[74]
- Danny Vitale[75]
- T. J. Ward[76]
- Tramon Williams[77]
- Vince Williams[78]
- Derrick Willies[79]
- Luke Willson[80]
- Stefen Wisniewski[81]
- Sam Young[82]
- Anthony Zettel[83]

## Temporada regular
Según el Acuerdo de Negociación Colectiva firmado en marzo de 2020, la temporada regular de 2021 es la primera en ser elegible para expandirse de 16 a 18 juegos.
Según la fórmula de programación actual de la NFL para una temporada regular de 16 partidos, cada equipo juega dos veces contra los otros tres equipos en su propia división. Además, un equipo juega contra los cuatro equipos en una división de cada conferencia. Los dos juegos restantes en el calendario de un equipo son contra los dos equipos restantes en la misma conferencia que terminaron en la misma posición en sus respectivas divisiones la temporada anterior (por ejemplo, el equipo que terminó cuarto en su división jugará contra los otros tres equipos en la conferencia que también terminó cuarta).
Esta fórmula se modificaría si se amplía la temporada regular. El 16 de diciembre de 2020, los propietarios de la NFL aprobaron un plan para que el decimoséptimo juego de la temporada regular sea un quinto enfrentamiento interconferencia contra un equipo de una de las otras tres divisiones, según la posición en sus respectivas divisiones la temporada anterior (por ejemplo, el equipo que terminó cuarto en su división jugaría el club que terminó cuarto en una división de la otra conferencia).
Según la fórmula actual de 17 juegos, los emparejamientos de división para 2021 son:
| Intraconferencia AFC Este vs AFC Sur AFC Norte vs AFC Oeste NFC Este vs NFC Sur NFC Oeste vs NFC Norte | Interconferencia AFC Este vs NFC Sur AFC Norte vs NFC Norte AFC Sur vs NFC Oeste AFC Oeste vs NFC Este | Interconferencia por posición NFC Este en AFC Este NFC Norte en AFC Oeste NFC Sur en AFC Sur NFC Oeste en AFC Norte |

Los aspectos más destacados de la temporada 2021 incluirán tentativamente:
- Juego de inicio de la NFL: La temporada 2021 está programada para comenzar el 9 de septiembre de 2021 en el Raymond James Stadium de Tampa, Florida, teniendo como local al campeón del Super Bowl LV, los Tampa Bay Buccaneers. Será televisado a nivel nacional por NBC
- Serie Internacional de la NFL: Se disputaron dos encuentros en Londres, el Tottenham Hotspur Stadium acogió el juego entre Jets y Falcons el 10 de octubre y 7 días más tarde el encuentro entre Dolphins y Jaguars.
- Acción de Gracias: como ha sido el caso desde 2006, se programarán tres juegos para el jueves 25 de noviembre, incluidos los tradicionales juegos de la tarde organizados por los Detroit Lions y los Dallas Cowboys, y un juego celebrado en horario estelar.
- Navidad: el día de Navidad de 2021 cae en sábado. Cuando esto ocurre, como sucedió más recientemente en 2010, la liga generalmente programa uno o dos juegos el día de Navidad junto con la lista regular de juegos dominicales.

El calendario se dio a conocer en abril de 2021.

### Semanas
- Los horarios corresponden al huso horario de UTC−05:00, R, hora del este de los Estados Unidos.

| Semana 1         | Semana 1 | Semana 1             | Semana 1  | Semana 1                 | Semana 1                        |
| Fecha            | Hora     | Visitante            | Resultado | Local                    | Estadio                         |
| ---------------- | -------- | -------------------- | --------- | ------------------------ | ------------------------------- |
| 9 de septiembre  | 20:20    | Dallas Cowboys       | 29 - 31   | Tampa Bay Buccaneers     | Raymond James Stadium           |
| 12 de septiembre | 13:00    | Pittsburgh Steelers  | 23 - 16   | Buffalo Bills            | Highmark Stadium                |
| 12 de septiembre | 13:00    | New York Jets        | 14 - 19   | Carolina Panthers        | Bank of America Stadium         |
| 12 de septiembre | 13:00    | Seattle Seahawks     | 28 - 16   | Indianapolis Colts       | Lucas Oil Stadium               |
| 12 de septiembre | 13:00    | Los Angeles Chargers | 20 - 16   | Washington Football Team | FedEx Field                     |
| 12 de septiembre | 13:00    | San Francisco 49ers  | 41 - 33   | Detroit Lions            | Ford Field                      |
| 12 de septiembre | 13:00    | Arizona Cardinals    | 38 - 13   | Tennessee Titans         | Nissan Stadium                  |
| 12 de septiembre | 13:00    | Philadelphia Eagles  | 32 - 6    | Atlanta Falcons          | Mercedes-Benz Stadium           |
| 12 de septiembre | 13:00    | Minnesota Vikings    | 24 - 27   | Cincinnati Bengals       | Paul Brown Stadium              |
| 12 de septiembre | 13:00    | Jacksonville Jaguars | 21 - 37   | Houston Texans           | NRG Stadium                     |
| 12 de septiembre | 16:25    | Cleveland Browns     | 29 - 33   | Kansas City Chiefs       | GEHA Field at Arrowhead Stadium |
| 12 de septiembre | 16:25    | Green Bay Packers    | 3 - 38    | New Orleans Saints       | TIAA Bank Field                 |
| 12 de septiembre | 16:25    | Miami Dolphins       | 17 - 16   | New England Patriots     | Gillette Stadium                |
| 12 de septiembre | 16:25    | Denver Broncos       | 27 - 13   | New York Giants          | MetLife Stadium                 |
| 12 de septiembre | 20:20    | Chicago Bears        | 14 - 34   | Los Angeles Rams         | SoFi Stadium                    |
| 13 de septiembre | 20:15    | Baltimore Ravens     | 27 - 33   | Las Vegas Raiders        | Allegiant Stadium               |

| Semana 2         | Semana 2 | Semana 2             | Semana 2  | Semana 2                 | Semana 2                |
| Fecha            | Hora     | Visitante            | Resultado | Local                    | Estadio                 |
| ---------------- | -------- | -------------------- | --------- | ------------------------ | ----------------------- |
| 16 de septiembre | 20:20    | New York Giants      | 29 - 30   | Washington Football Team | FedEx Field             |
| 19 de septiembre | 13:00    | New England Patriots | 25 - 6    | New York Jets            | MetLife Stadium         |
| 19 de septiembre | 13:00    | Denver Broncos       | 23 - 13   | Jacksonville Jaguars     | TIAA Bank Field         |
| 19 de septiembre | 13:00    | Buffalo Bills        | 35 - 0    | Miami Dolphins           | Hard Rock Stadium       |
| 19 de septiembre | 13:00    | San Francisco 49ers  | 17 - 11   | Philadelphia Eagles      | Lincoln Financial Field |
| 19 de septiembre | 13:00    | Los Angeles Rams     | 27 - 24   | Indianapolis Colts       | Lucas Oil Stadium       |
| 19 de septiembre | 13:00    | Las Vegas Raiders    | 26 - 17   | Pittsburgh Steelers      | Heinz Field             |
| 19 de septiembre | 13:00    | Cincinnati Bengals   | 17 - 20   | Chicago Bears            | Soldier Field           |
| 19 de septiembre | 13:00    | Houston Texans       | 21 - 31   | Cleveland Browns         | FirstEnergy Stadium     |
| 19 de septiembre | 13:00    | New Orleans Saints   | 7 - 26    | Carolina Panthers        | Bank of America Stadium |
| 19 de septiembre | 16:05    | Minnesota Vikings    | 33 - 34   | Arizona Cardinals        | State Farm Stadium      |
| 19 de septiembre | 16:05    | Atlanta Falcons      | 25 - 48   | Tampa Bay Buccaneers     | Raymond James Stadium   |
| 19 de septiembre | 16:25    | Tennessee Titans     | 33 - 30   | Seattle Seahawks         | Lumen Field             |
| 19 de septiembre | 16:25    | Dallas Cowboys       | 20 - 17   | Los Angeles Chargers     | SoFi Stadium            |
| 19 de septiembre | 20:20    | Kansas City Chiefs   | 35 - 36   | Baltimore Ravens         | M&T Bank Stadium        |
| 20 de septiembre | 20:15    | Detroit Lions        | 17 - 35   | Green Bay Packers        | Lambeau Field           |

| Semana 3         | Semana 3 | Semana 3                 | Semana 3  | Semana 3             | Semana 3                        |
| Fecha            | Hora     | Visitante                | Resultado | Local                | Estadio                         |
| ---------------- | -------- | ------------------------ | --------- | -------------------- | ------------------------------- |
| 23 de septiembre | 20:20    | Carolina Panthers        | 24 - 9    | Houston Texans       | NRG Stadium                     |
| 26 de septiembre | 13:00    | Indianapolis Colts       | 16 - 25   | Tennessee Titans     | Nissan Stadium                  |
| 26 de septiembre | 13:00    | Atlanta Falcons          | 17 - 14   | New York Giants      | MetLife Stadium                 |
| 26 de septiembre | 13:00    | Los Angeles Chargers     | 30 - 24   | Kansas City Chiefs   | GEHA Field at Arrowhead Stadium |
| 26 de septiembre | 13:00    | Cincinnati Bengals       | 24 - 10   | Pittsburgh Steelers  | Heinz Field                     |
| 26 de septiembre | 13:00    | Chicago Bears            | 6 - 26    | Cleveland Browns     | FirstEnergy Stadium             |
| 26 de septiembre | 13:00    | Baltimore Ravens         | 19 - 17   | Detroit Lions        | Ford Field                      |
| 26 de septiembre | 13:00    | New Orleans Saints       | 28 - 13   | New England Patriots | Gillette Stadium                |
| 26 de septiembre | 13:00    | Arizona Cardinals        | 31 - 19   | Jacksonville Jaguars | TIAA Bank Field                 |
| 26 de septiembre | 13:00    | Washington Football Team | 21 - 43   | Buffalo Bills        | Highmark Stadium                |
| 26 de septiembre | 16:05    | New York Jets            | 0 - 26    | Denver Broncos       | Empower Field at Mile High      |
| 26 de septiembre | 16:05    | Miami Dolphins           | 28 - 31   | Las Vegas Raiders    | Allegiant Stadium               |
| 26 de septiembre | 16:25    | Seattle Seahawks         | 17 - 30   | Minnesota Vikings    | U.S. Bank Stadium               |
| 26 de septiembre | 16:25    | Tampa Bay Buccaneers     | 24 - 34   | Los Angeles Rams     | SoFi Stadium                    |
| 26 de septiembre | 20:20    | Green Bay Packers        | 30 - 28   | San Francisco 49ers  | Levi's Stadium                  |
| 27 de septiembre | 20:15    | Philadelphia Eagles      | 21 - 41   | Dallas Cowboys       | AT&T Stadium                    |

| Semana 4         | Semana 4 | Semana 4                 | Semana 4  | Semana 4             | Semana 4                   |
| Fecha            | Hora     | Visitante                | Resultado | Local                | Estadio                    |
| ---------------- | -------- | ------------------------ | --------- | -------------------- | -------------------------- |
| 30 de septiembre | 20:20    | Jacksonville Jaguars     | 21 - 24   | Cincinnati Bengals   | Paul Brown Stadium         |
| 3 de octubre     | 13:00    | Tennessee Titans         | 24 - 27   | New York Jets        | MetLife Stadium            |
| 3 de octubre     | 13:00    | Kansas City Chiefs       | 42 - 30   | Philadelphia Eagles  | Lincoln Financial Field    |
| 3 de octubre     | 13:00    | Carolina Panthers        | 28 - 36   | Dallas Cowboys       | AT&T Stadium               |
| 3 de octubre     | 13:00    | New York Giants          | 27 - 21   | New Orleans Saints   | Caesars Superdome          |
| 3 de octubre     | 13:00    | Cleveland Browns         | 14 - 7    | Minnesota Vikings    | U.S. Bank Stadium          |
| 3 de octubre     | 13:00    | Detroit Lions            | 14 - 24   | Chicago Bears        | Soldier Field              |
| 3 de octubre     | 13:00    | Houston Texans           | 0 - 40    | Buffalo Bills        | Highmark Stadium           |
| 3 de octubre     | 13:00    | Indianapolis Colts       | 27 - 17   | Miami Dolphins       | Hard Rock Stadium          |
| 3 de octubre     | 13:00    | Washington Football Team | 34 - 30   | Atlanta Falcons      | Mercedes-Benz Stadium      |
| 3 de octubre     | 16:05    | Seattle Seahawks         | 28 - 21   | San Francisco 49ers  | Levi's Stadium             |
| 3 de octubre     | 16:05    | Arizona Cardinals        | 37 - 20   | Los Angeles Rams     | SoFi Stadium               |
| 3 de octubre     | 16:25    | Pittsburgh Steelers      | 17 - 21   | Green Bay Packers    | Lambeau Field              |
| 3 de octubre     | 16:25    | Baltimore Ravens         | 23 - 7    | Denver Broncos       | Empower Field at Mile High |
| 3 de octubre     | 20:20    | Tampa Bay Buccaneers     | 19 - 17   | New England Patriots | Gillette Stadium           |
| 4 de octubre     | 20:15    | Las Vegas Raiders        | 14 - 28   | Los Angeles Chargers | SoFi Stadium               |

| Semana 5      | Semana 5 | Semana 5             | Semana 5  | Semana 5                 | Semana 5                                         |
| Fecha         | Hora     | Visitante            | Resultado | Local                    | Estadio                                          |
| ------------- | -------- | -------------------- | --------- | ------------------------ | ------------------------------------------------ |
| 7 de octubre  | 20:20    | Los Angeles Rams     | 26 - 17   | Seattle Seahawks         | Lumen Field                                      |
| 10 de octubre | 9:30     | New York Jets        | 20 - 27   | Atlanta Falcons          | Tottenham Hotspur Stadium (Londres, Reino Unido) |
| 10 de octubre | 13:00    | Detroit Lions        | 17 - 19   | Minnesota Vikings        | U.S. Bank Stadium                                |
| 10 de octubre | 13:00    | New Orleans Saints   | 33 - 22   | Washington Football Team | FedEx Field                                      |
| 10 de octubre | 13:00    | New England Patriots | 25 - 22   | Houston Texans           | NRG Stadium                                      |
| 10 de octubre | 13:00    | Miami Dolphins       | 17 - 45   | Tampa Bay Buccaneers     | Raymond James Stadium                            |
| 10 de octubre | 13:00    | Green Bay Packers    | 25 - 22   | Cincinnati Bengals       | Paul Brown Stadium                               |
| 10 de octubre | 13:00    | Denver Broncos       | 19 - 27   | Pittsburgh Steelers      | Heinz Field                                      |
| 10 de octubre | 13:00    | Philadelphia Eagles  | 21 - 18   | Carolina Panthers        | Bank of America Stadium                          |
| 10 de octubre | 13:00    | Tennessee Titans     | 37 - 19   | Jacksonville Jaguars     | TIAA Bank Field                                  |
| 10 de octubre | 16:05    | Cleveland Browns     | 42 - 47   | Los Angeles Chargers     | SoFi Stadium                                     |
| 10 de octubre | 16:05    | Chicago Bears        | 20 - 9    | Las Vegas Raiders        | Allegiant Stadium                                |
| 10 de octubre | 16:25    | San Francisco 49ers  | 10 - 17   | Arizona Cardinals        | State Farm Stadium                               |
| 10 de octubre | 16:25    | New York Giants      | 20 - 44   | Dallas Cowboys           | AT&T Stadium                                     |
| 10 de octubre | 20:20    | Buffalo Bills        | 38 - 20   | Kansas City Chiefs       | GEHA Field at Arrowhead Stadium                  |
| 11 de octubre | 20:15    | Indianapolis Colts   | 25 - 31   | Baltimore Ravens         | M&T Bank Stadium                                 |

| Semana 6                                                                                     | Semana 6 | Semana 6             | Semana 6  | Semana 6                 | Semana 6                                         |
| Fecha                                                                                        | Hora     | Visitante            | Resultado | Local                    | Estadio                                          |
| -------------------------------------------------------------------------------------------- | -------- | -------------------- | --------- | ------------------------ | ------------------------------------------------ |
| 14 de octubre                                                                                | 20:20    | Tampa Bay Buccaneers | 28 - 22   | Philadelphia Eagles      | Lincoln Financial Field                          |
| 17 de octubre                                                                                | 9:30     | Miami Dolphins       | 20 - 23   | Jacksonville Jaguars     | Tottenham Hotspur Stadium (Londres, Reino Unido) |
| 17 de octubre                                                                                | 13:00    | Kansas City Chiefs   | 31 - 13   | Washington Football Team | FedEx Field                                      |
| 17 de octubre                                                                                | 13:00    | Los Angeles Rams     | 38 - 11   | New York Giants          | MetLife Stadium                                  |
| 17 de octubre                                                                                | 13:00    | Houston Texans       | 3 - 31    | Indianapolis Colts       | Lucas Oil Stadium                                |
| 17 de octubre                                                                                | 13:00    | Cincinnati Bengals   | 34 - 11   | Detroit Lions            | Ford Field                                       |
| 17 de octubre                                                                                | 13:00    | Green Bay Packers    | 24 - 14   | Chicago Bears            | Soldier Field                                    |
| 17 de octubre                                                                                | 13:00    | Los Angeles Chargers | 6 - 34    | Baltimore Ravens         | M&T Bank Stadium                                 |
| 17 de octubre                                                                                | 13:00    | Minnesota Vikings    | 34 - 28   | Carolina Panthers        | Bank of America Stadium                          |
| 17 de octubre                                                                                | 16:05    | Arizona Cardinals    | 37 - 14   | Cleveland Browns         | FirstEnergy Stadium                              |
| 17 de octubre                                                                                | 16:25    | Las Vegas Raiders    | 34 - 24   | Denver Broncos           | Empower Field at Mile High                       |
| 17 de octubre                                                                                | 16:25    | Dallas Cowboys       | 35 - 29   | New England Patriots     | Gillette Stadium                                 |
| 17 de octubre                                                                                | 20:20    | Seattle Seahawks     | 20 - 23   | Pittsburgh Steelers      | Heinz Field                                      |
| 18 de octubre                                                                                | 20:15    | Buffalo Bills        | 31 - 34   | Tennessee Titans         | Nissan Stadium                                   |
| Semana de descanso: Atlanta Falcons, New Orleans Saints, New York Jets y San Francisco 49ers |          |                      |           |                          |                                                  |

| Semana 7 | Semana 7 | Semana 7                 | Semana 7  | Semana 7             | Semana 7              |
| Fecha | Hora     | Visitante                | Resultado | Local                | Estadio               |
| --- | -------- | ------------------------ | --------- | -------------------- | --------------------- |
| 21 de octubre | 20:20    | Denver Broncos           | 14 - 17   | Cleveland Browns     | FirstEnergy Stadium   |
| 24 de octubre | 13:00    | Carolina Panthers        | 3 - 25    | New York Giants      | MetLife Stadium       |
| 24 de octubre | 13:00    | New York Jets            | 13 - 54   | New England Patriots | Gillette Stadium      |
| 24 de octubre | 13:00    | Kansas City Chiefs       | 3 - 27    | Tennessee Titans     | Nissan Stadium        |
| 24 de octubre | 13:00    | Washington Football Team | 10 - 24   | Green Bay Packers    | Lambeau Field         |
| 24 de octubre | 13:00    | Atlanta Falcons          | 30 - 28   | Miami Dolphins       | Hard Rock Stadium     |
| 24 de octubre | 13:00    | Cincinnati Bengals       | 41 - 17   | Baltimore Ravens     | M&T Bank Stadium      |
| 24 de octubre | 16:05    | Detroit Lions            | 19 - 28   | Los Angeles Rams     | SoFi Stadium          |
| 24 de octubre | 16:05    | Philadelphia Eagles      | 22 - 33   | Las Vegas Raiders    | Allegiant Stadium     |
| 24 de octubre | 16:25    | Houston Texans           | 5 - 31    | Arizona Cardinals    | State Farm Stadium    |
| 24 de octubre | 16:25    | Chicago Bears            | 3 - 38    | Tampa Bay Buccaneers | Raymond James Stadium |
| 24 de octubre | 20:20    | Indianapolis Colts       | 30 - 18   | San Francisco 49ers  | Levi's Stadium        |
| 25 de octubre | 20:15    | New Orleans Saints       | 13 - 10   | Seattle Seahawks     | Lumen Field           |
| Semana de descanso: Buffalo Bills, Dallas Cowboys, Jacksonville Jaguars, Los Angeles Chargers, Minnesota Vikings y Pittsburgh Steelers |          |                          |           |                      |                       |

| Semana 8                                                 | Semana 8 | Semana 8                 | Semana 8  | Semana 8             | Semana 8                        |
| Fecha                                                    | Hora     | Visitante                | Resultado | Local                | Estadio                         |
| -------------------------------------------------------- | -------- | ------------------------ | --------- | -------------------- | ------------------------------- |
| 28 de octubre                                            | 20:20    | Green Bay Packers        | 24 - 21   | Arizona Cardinals    | State Farm Stadium              |
| 31 de octubre                                            | 13:00    | Cincinnati Bengals       | 31 - 34   | New York Jets        | MetLife Stadium                 |
| 31 de octubre                                            | 13:00    | Tennessee Titans         | 34 - 31   | Indianapolis Colts   | Lucas Oil Stadium               |
| 31 de octubre                                            | 13:00    | Los Angeles Rams         | 38 - 22   | Houston Texans       | NRG Stadium                     |
| 31 de octubre                                            | 13:00    | Pittsburgh Steelers      | 15 - 10   | Cleveland Browns     | FirstEnergy Stadium             |
| 31 de octubre                                            | 13:00    | Philadelphia Eagles      | 44 - 6    | Detroit Lions        | Ford Field                      |
| 31 de octubre                                            | 13:00    | San Francisco 49ers      | 33 - 22   | Chicago Bears        | Soldier Field                   |
| 31 de octubre                                            | 13:00    | Carolina Panthers        | 19 - 13   | Atlanta Falcons      | Mercedes-Benz Stadium           |
| 31 de octubre                                            | 13:00    | Miami Dolphins           | 11 - 26   | Buffalo Bills        | Highmark Stadium                |
| 31 de octubre                                            | 16:05    | New England Patriots     | 27 - 24   | Los Angeles Chargers | SoFi Stadium                    |
| 31 de octubre                                            | 16:05    | Jacksonville Jaguars     | 7 - 31    | Seattle Seahawks     | Lumen Field                     |
| 31 de octubre                                            | 16:25    | Washington Football Team | 10 - 17   | Denver Broncos       | Empower Field at Mile High      |
| 31 de octubre                                            | 16:25    | Tampa Bay Buccaneers     | 27 - 36   | New Orleans Saints   | Caesars Superdome               |
| 31 de octubre                                            | 20:20    | Dallas Cowboys           | 20 - 16   | Minnesota Vikings    | U.S. Bank Stadium               |
| 1 de noviembre                                           | 20:15    | New York Giants          | 17 - 20   | Kansas City Chiefs   | GEHA Field at Arrowhead Stadium |
| Semana de descanso: Baltimore Ravens y Las Vegas Raiders |          |                          |           |                      |                                 |

| Semana 9                                                                                             | Semana 9 | Semana 9             | Semana 9  | Semana 9             | Semana 9                        |
| Fecha                                                                                                | Hora     | Visitante            | Resultado | Local                | Estadio                         |
| --- | -------- | -------------------- | --------- | -------------------- | ------------------------------- |
| 4 de noviembre                                                                                       | 20:20    | New York Jets        | 30 - 45   | Indianapolis Colts   | Lucas Oil Stadium               |
| 7 de noviembre                                                                                       | 13:00    | Atlanta Falcons      | 27 - 25   | New Orleans Saints   | Caesars Superdome               |
| 7 de noviembre                                                                                       | 13:00    | Denver Broncos       | 30 - 16   | Dallas Cowboys       | AT&T Stadium                    |
| 7 de noviembre                                                                                       | 13:00    | New England Patriots | 24 - 6    | Carolina Panthers    | Bank of America Stadium         |
| 7 de noviembre                                                                                       | 13:00    | Minnesota Vikings    | 31 - 34   | Baltimore Ravens     | M&T Bank Stadium                |
| 7 de noviembre                                                                                       | 13:00    | Cleveland Browns     | 41 - 16   | Cincinnati Bengals   | Paul Brown Stadium              |
| 7 de noviembre                                                                                       | 13:00    | Buffalo Bills        | 6 - 9     | Jacksonville Jaguars | TIAA Bank Field                 |
| 7 de noviembre                                                                                       | 13:00    | Houston Texans       | 9 - 17    | Miami Dolphins       | Hard Rock Stadium               |
| 7 de noviembre                                                                                       | 13:00    | Las Vegas Raiders    | 16 - 23   | New York Giants      | MetLife Stadium                 |
| 7 de noviembre                                                                                       | 16:05    | Los Angeles Chargers | 27 - 24   | Philadelphia Eagles  | Lincoln Financial Field         |
| 7 de noviembre                                                                                       | 16:25    | Green Bay Packers    | 7 - 13    | Kansas City Chiefs   | GEHA Field at Arrowhead Stadium |
| 7 de noviembre                                                                                       | 16:25    | Arizona Cardinals    | 31 - 17   | San Francisco 49ers  | Levi's Stadium                  |
| 7 de noviembre                                                                                       | 20:20    | Tennessee Titans     | 28 - 16   | Los Angeles Rams     | SoFi Stadium                    |
| 8 de noviembre                                                                                       | 20:15    | Chicago Bears        | 27 - 29   | Pittsburgh Steelers  | Heinz Field                     |
| Semana de descanso: Detroit Lions, Seattle Seahawks, Tampa Bay Buccaneers y Washington Football Team |          |                      |           |                      |                                 |

| Semana 10                                                                               | Semana 10 | Semana 10            | Semana 10 | Semana 10                | Semana 10                  |
| Fecha                                                                                   | Hora      | Visitante            | Resultado | Local                    | Estadio                    |
| --------------------------------------------------------------------------------------- | --------- | -------------------- | --------- | ------------------------ | -------------------------- |
| 11 de noviembre                                                                         | 20:20     | Baltimore Ravens     | 10 - 22   | Miami Dolphins           | Hard Rock Stadium          |
| 14 de noviembre                                                                         | 13:00     | Buffalo Bills        | 45 - 17   | New York Jets            | MetLife Stadium            |
| 14 de noviembre                                                                         | 13:00     | Tampa Bay Buccaneers | 19 - 29   | Washington Football Team | FedEx Field                |
| 14 de noviembre                                                                         | 13:00     | Atlanta Falcons      | 3 - 43    | Dallas Cowboys           | AT&T Stadium               |
| 14 de noviembre                                                                         | 13:00     | New Orleans Saints   | 21 - 23   | Tennessee Titans         | Nissan Stadium             |
| 14 de noviembre                                                                         | 13:00     | Jacksonville Jaguars | 17 - 23   | Indianapolis Colts       | Lucas Oil Stadium          |
| 14 de noviembre                                                                         | 13:00     | Detroit Lions        | 16 - 16   | Pittsburgh Steelers      | Heinz Field                |
| 14 de noviembre                                                                         | 13:00     | Cleveland Browns     | 7 - 45    | New England Patriots     | Gillette Stadium           |
| 14 de noviembre                                                                         | 16:05     | Minnesota Vikings    | 27 - 20   | Los Angeles Chargers     | SoFi Stadium               |
| 14 de noviembre                                                                         | 16:05     | Carolina Panthers    | 34 - 10   | Arizona Cardinals        | State Farm Stadium         |
| 14 de noviembre                                                                         | 16:25     | Philadelphia Eagles  | 30 - 13   | Denver Broncos           | Empower Field at Mile High |
| 14 de noviembre                                                                         | 16:25     | Seattle Seahawks     | 0 - 17    | Green Bay Packers        | Lambeau Field              |
| 14 de noviembre                                                                         | 20:20     | Kansas City Chiefs   | 41 - 14   | Las Vegas Raiders        | Allegiant Stadium          |
| 15 de noviembre                                                                         | 20:15     | Los Angeles Rams     | 10 - 31   | San Francisco 49ers      | Levi's Stadium             |
| Semana de descanso: Chicago Bears, Cincinnati Bengals, Houston Texans y New York Giants |           |                      |           |                          |                            |

| Semana 11                                             | Semana 11 | Semana 11                | Semana 11 | Semana 11            | Semana 11                       |
| Fecha                                                 | Hora      | Visitante                | Resultado | Local                | Estadio                         |
| ----------------------------------------------------- | --------- | ------------------------ | --------- | -------------------- | ------------------------------- |
| 18 de noviembre                                       | 20:20     | New England Patriots     | 25 - 0    | Atlanta Falcons      | Mercedes-Benz Stadium           |
| 21 de noviembre                                       | 13:00     | New Orleans Saints       | 29 - 40   | Philadelphia Eagles  | Lincoln Financial Field         |
| 21 de noviembre                                       | 13:00     | Miami Dolphins           | 24 - 17   | New York Jets        | MetLife Stadium                 |
| 21 de noviembre                                       | 13:00     | Washington Football Team | 27 - 21   | Carolina Panthers    | Bank of America Stadium         |
| 21 de noviembre                                       | 13:00     | Indianapolis Colts       | 41 - 15   | Buffalo Bills        | Highmark Stadium                |
| 21 de noviembre                                       | 13:00     | Detroit Lions            | 10 - 13   | Cleveland Browns     | FirstEnergy Stadium             |
| 21 de noviembre                                       | 13:00     | San Francisco 49ers      | 30 - 10   | Jacksonville Jaguars | TIAA Bank Field                 |
| 21 de noviembre                                       | 13:00     | Houston Texans           | 22 - 13   | Tennessee Titans     | Nissan Stadium                  |
| 21 de noviembre                                       | 13:00     | Green Bay Packers        | 31 - 34   | Minnesota Vikings    | U.S. Bank Stadium               |
| 21 de noviembre                                       | 13:00     | Baltimore Ravens         | 16 - 13   | Chicago Bears        | Soldier Field                   |
| 21 de noviembre                                       | 16:05     | Cincinnati Bengals       | 32 - 13   | Las Vegas Raiders    | Allegiant Stadium               |
| 21 de noviembre                                       | 16:25     | Arizona Cardinals        | 23 - 13   | Seattle Seahawks     | Lumen Field                     |
| 21 de noviembre                                       | 16:25     | Dallas Cowboys           | 9 - 19    | Kansas City Chiefs   | GEHA Field at Arrowhead Stadium |
| 21 de noviembre                                       | 20:20     | Pittsburgh Steelers      | 37 - 41   | Los Angeles Chargers | SoFi Stadium                    |
| 22 de noviembre                                       | 20:15     | New York Giants          | 10 - 30   | Tampa Bay Buccaneers | Raymond James Stadium           |
| Semana de descanso: Denver Broncos y Los Angeles Rams |           |                          |           |                      |                                 |

| Semana 12                                                  | Semana 12 | Semana 12            | Semana 12 | Semana 12                | Semana 12                  |
| Fecha                                                      | Hora      | Visitante            | Resultado | Local                    | Estadio                    |
| ---------------------------------------------------------- | --------- | -------------------- | --------- | ------------------------ | -------------------------- |
| 25 de noviembre                                            | 12:30     | Chicago Bears        | 16 - 14   | Detroit Lions            | Ford Field                 |
| 25 de noviembre                                            | 16:30     | Las Vegas Raiders    | 36 - 33   | Dallas Cowboys           | AT&T Stadium               |
| 25 de noviembre                                            | 20:20     | Buffalo Bills        | 31 - 6    | New Orleans Saints       | Caesars Superdome          |
| 28 de noviembre                                            | 13:00     | Tampa Bay Buccaneers | 38 - 31   | Indianapolis Colts       | Lucas Oil Stadium          |
| 28 de noviembre                                            | 13:00     | New York Jets        | 21 - 14   | Houston Texans           | NRG Stadium                |
| 28 de noviembre                                            | 13:00     | Philadelphia Eagles  | 7 - 13    | New York Giants          | MetLife Stadium            |
| 28 de noviembre                                            | 13:00     | Carolina Panthers    | 10 - 33   | Miami Dolphins           | Hard Rock Stadium          |
| 28 de noviembre                                            | 13:00     | Tennessee Titans     | 13 - 36   | New England Patriots     | Gillette Stadium           |
| 28 de noviembre                                            | 13:00     | Pittsburgh Steelers  | 10 - 41   | Cincinnati Bengals       | Paul Brown Stadium         |
| 28 de noviembre                                            | 13:00     | Atlanta Falcons      | 21 - 14   | Jacksonville Jaguars     | TIAA Bank Field            |
| 28 de noviembre                                            | 16:05     | Los Angeles Chargers | 13 - 28   | Denver Broncos           | Empower Field at Mile High |
| 28 de noviembre                                            | 16:25     | Los Angeles Rams     | 28 - 36   | Green Bay Packers        | Lambeau Field              |
| 28 de noviembre                                            | 16:25     | Minnesota Vikings    | 26 - 34   | San Francisco 49ers      | Levi's Stadium             |
| 28 de noviembre                                            | 20:20     | Cleveland Browns     | 10 - 16   | Baltimore Ravens         | M&T Bank Stadium           |
| 29 de noviembre                                            | 20:15     | Seattle Seahawks     | 15 - 17   | Washington Football Team | FedEx Field                |
| Semana de descanso: Arizona Cardinals y Kansas City Chiefs |           |                      |           |                          |                            |

| Semana 13                                                                                     | Semana 13 | Semana 13                | Semana 13 | Semana 13           | Semana 13                       |
| Fecha                                                                                         | Hora      | Visitante                | Resultado | Local               | Estadio                         |
| --------------------------------------------------------------------------------------------- | --------- | ------------------------ | --------- | ------------------- | ------------------------------- |
| 2 de diciembre                                                                                | 20:20     | Dallas Cowboys           | 27 - 17   | New Orleans Saints  | Caesars Superdome               |
| 5 de diciembre                                                                                | 13:00     | New York Giants          | 9 - 20    | Miami Dolphins      | Hard Rock Stadium               |
| 5 de diciembre                                                                                | 13:00     | Indianapolis Colts       | 31 - 0    | Houston Texans      | NRG Stadium                     |
| 5 de diciembre                                                                                | 13:00     | Minnesota Vikings        | 27 - 29   | Detroit Lions       | Ford Field                      |
| 5 de diciembre                                                                                | 13:00     | Philadelphia Eagles      | 33 - 18   | New York Jets       | MetLife Stadium                 |
| 5 de diciembre                                                                                | 13:00     | Arizona Cardinals        | 33 - 22   | Chicago Bears       | Soldier Field                   |
| 5 de diciembre                                                                                | 13:00     | Los Angeles Chargers     | 41 - 22   | Cincinnati Bengals  | Paul Brown Stadium              |
| 5 de diciembre                                                                                | 13:00     | Tampa Bay Buccaneers     | 30 - 17   | Atlanta Falcons     | Mercedes-Benz Stadium           |
| 5 de diciembre                                                                                | 16:05     | Jacksonville Jaguars     | 7 - 37    | Los Angeles Rams    | SoFi Stadium                    |
| 5 de diciembre                                                                                | 16:05     | Washington Football Team | 17 - 15   | Las Vegas Raiders   | Allegiant Stadium               |
| 5 de diciembre                                                                                | 16:25     | Baltimore Ravens         | 19 - 20   | Pittsburgh Steelers | Heinz Field                     |
| 5 de diciembre                                                                                | 16:25     | San Francisco 49ers      | 23 - 30   | Seattle Seahawks    | Lumen Field                     |
| 5 de diciembre                                                                                | 20:20     | Denver Broncos           | 9 - 22    | Kansas City Chiefs  | GEHA Field at Arrowhead Stadium |
| 6 de diciembre                                                                                | 20:15     | New England Patriots     | 14 - 10   | Buffalo Bills       | Highmark Stadium                |
| Semana de descanso: Carolina Panthers, Cleveland Browns, Green Bay Packers y Tennessee Titans |           |                          |           |                     |                                 |

| Semana 14                                                                                          | Semana 14 | Semana 14            | Semana 14 | Semana 14                | Semana 14                       |
| Fecha                                                                                              | Hora      | Visitante            | Resultado | Local                    | Estadio                         |
| -------------------------------------------------------------------------------------------------- | --------- | -------------------- | --------- | ------------------------ | ------------------------------- |
| 9 de diciembre                                                                                     | 20:20     | Pittsburgh Steelers  | 28 - 36   | Minnesota Vikings        | U.S. Bank Stadium               |
| 12 de diciembre                                                                                    | 13:00     | Dallas Cowboys       | 27 - 20   | Washington Football Team | FedEx Field                     |
| 12 de diciembre                                                                                    | 13:00     | Jacksonville Jaguars | 0 - 20    | Tennessee Titans         | Nissan Stadium                  |
| 12 de diciembre                                                                                    | 13:00     | Seattle Seahawks     | 33 - 13   | Houston Texans           | NRG Stadium                     |
| 12 de diciembre                                                                                    | 13:00     | Las Vegas Raiders    | 9 - 48    | Kansas City Chiefs       | GEHA Field at Arrowhead Stadium |
| 12 de diciembre                                                                                    | 13:00     | New Orleans Saints   | 30 - 9    | New York Jets            | MetLife Stadium                 |
| 12 de diciembre                                                                                    | 13:00     | Atlanta Falcons      | 29 - 21   | Carolina Panthers        | Bank of America Stadium         |
| 12 de diciembre                                                                                    | 13:00     | Baltimore Ravens     | 22 - 24   | Cleveland Browns         | FirstEnergy Stadium             |
| 12 de diciembre                                                                                    | 16:05     | New York Giants      | 21 - 37   | Los Angeles Chargers     | SoFi Stadium                    |
| 12 de diciembre                                                                                    | 16:05     | Detroit Lions        | 10 - 38   | Denver Broncos           | Empower Field at Mile High      |
| 12 de diciembre                                                                                    | 16:25     | San Francisco 49ers  | 26 - 23   | Cincinnati Bengals       | Paul Brown Stadium              |
| 12 de diciembre                                                                                    | 16:25     | Buffalo Bills        | 27 - 33   | Tampa Bay Buccaneers     | Raymond James Stadium           |
| 12 de diciembre                                                                                    | 20:20     | Chicago Bears        | 30 - 45   | Green Bay Packers        | Lambeau Field                   |
| 13 de diciembre                                                                                    | 20:15     | Los Angeles Rams     | 30 - 23   | Arizona Cardinals        | State Farm Stadium              |
| Semana de descanso: Indianapolis Colts, Miami Dolphins, New England Patriots y Philadelphia Eagles |           |                      |           |                          |                                 |

| Semana 15       | Semana 15 | Semana 15                | Semana 15 | Semana 15            | Semana 15                  |
| Fecha           | Hora      | Visitante                | Resultado | Local                | Estadio                    |
| --------------- | --------- | ------------------------ | --------- | -------------------- | -------------------------- |
| 16 de diciembre | 20:20     | Kansas City Chiefs       | 34 - 28   | Los Angeles Chargers | SoFi Stadium               |
| 18 de diciembre | 20:15     | New England Patriots     | 17 - 27   | Indianapolis Colts   | Lucas Oil Stadium          |
| 19 de diciembre | 13:00     | Dallas Cowboys           | 21 - 6    | New York Giants      | MetLife Stadium            |
| 19 de diciembre | 13:00     | Houston Texans           | 30 - 16   | Jacksonville Jaguars | TIAA Bank Field            |
| 19 de diciembre | 13:00     | Tennessee Titans         | 13 - 19   | Pittsburgh Steelers  | Heinz Field                |
| 19 de diciembre | 13:00     | New York Jets            | 24 - 31   | Miami Dolphins       | Hard Rock Stadium          |
| 19 de diciembre | 13:00     | Arizona Cardinals        | 12 - 30   | Detroit Lions        | Ford Field                 |
| 19 de diciembre | 13:00     | Carolina Panthers        | 14 - 31   | Buffalo Bills        | Highmark Stadium           |
| 19 de diciembre | 16:05     | Cincinnati Bengals       | 15 - 10   | Denver Broncos       | Empower Field at Mile High |
| 19 de diciembre | 16:05     | Atlanta Falcons          | 13 - 31   | San Francisco 49ers  | Levi's Stadium             |
| 19 de diciembre | 16:25     | Green Bay Packers        | 31 - 30   | Baltimore Ravens     | M&T Bank Stadium           |
| 19 de diciembre | 20:20     | New Orleans Saints       | 9 - 0     | Tampa Bay Buccaneers | Raymond James Stadium      |
| 20 de diciembre | 17:00     | Las Vegas Raiders        | 16 - 14   | Cleveland Browns     | FirstEnergy Stadium        |
| 20 de diciembre | 20:15     | Minnesota Vikings        | 17 - 9    | Chicago Bears        | Soldier Field              |
| 21 de diciembre | 19:00     | Washington Football Team | 17 - 27   | Philadelphia Eagles  | Lincoln Financial Field    |
| 21 de diciembre | 19:00     | Seattle Seahawks         | 10 - 20   | Los Angeles Rams     | SoFi Stadium               |

| Semana 16       | Semana 16 | Semana 16                | Semana 16 | Semana 16            | Semana 16                       |
| Fecha           | Hora      | Visitante                | Resultado | Local                | Estadio                         |
| --------------- | --------- | ------------------------ | --------- | -------------------- | ------------------------------- |
| 23 de diciembre | 20:20     | San Francisco 49ers      | 17 - 20   | Tennessee Titans     | Nissan Stadium                  |
| 25 de diciembre | 16:30     | Cleveland Browns         | 22 - 24   | Green Bay Packers    | Lambeau Field                   |
| 25 de diciembre | 20:15     | Indianapolis Colts       | 22 - 16   | Arizona Cardinals    | State Farm Stadium              |
| 26 de diciembre | 13:00     | New York Giants          | 10 - 34   | Philadelphia Eagles  | Lincoln Financial Field         |
| 26 de diciembre | 13:00     | Los Angeles Rams         | 30 - 23   | Minnesota Vikings    | U.S. Bank Stadium               |
| 26 de diciembre | 13:00     | Buffalo Bills            | 33 - 21   | New England Patriots | Gillette Stadium                |
| 26 de diciembre | 13:00     | Tampa Bay Buccaneers     | 32 - 6    | Carolina Panthers    | Bank of America Stadium         |
| 26 de diciembre | 13:00     | Jacksonville Jaguars     | 21 - 26   | New York Jets        | MetLife Stadium                 |
| 26 de diciembre | 13:00     | Detroit Lions            | 16 - 20   | Atlanta Falcons      | Mercedes-Benz Stadium           |
| 26 de diciembre | 13:00     | Los Angeles Chargers     | 29 - 41   | Houston Texans       | NRG Stadium                     |
| 26 de diciembre | 13:00     | Baltimore Ravens         | 21 - 41   | Cincinnati Bengals   | Paul Brown Stadium              |
| 26 de diciembre | 16:05     | Chicago Bears            | 25 - 24   | Seattle Seahawks     | Lumen Field                     |
| 26 de diciembre | 16:25     | Pittsburgh Steelers      | 10 - 36   | Kansas City Chiefs   | GEHA Field at Arrowhead Stadium |
| 26 de diciembre | 16:25     | Denver Broncos           | 13 - 17   | Las Vegas Raiders    | Allegiant Stadium               |
| 26 de diciembre | 20:20     | Washington Football Team | 14 - 56   | Dallas Cowboys       | AT&T Stadium                    |
| 27 de diciembre | 20:15     | Miami Dolphins           | 20 - 3    | New Orleans Saints   | Caesars Superdome               |

| Semana 17  | Semana 17 | Semana 17            | Semana 17 | Semana 17                | Semana 17          |
| Fecha      | Hora      | Visitante            | Resultado | Local                    | Estadio            |
| ---------- | --------- | -------------------- | --------- | ------------------------ | ------------------ |
| 2 de enero | 13:00     | Philadelphia Eagles  | 20 - 16   | Washington Football Team | FedEx Field        |
| 2 de enero | 13:00     | Los Angeles Rams     | 20 - 19   | Baltimore Ravens         | M&T Bank Stadium   |
| 2 de enero | 13:00     | Tampa Bay Buccaneers | 28 - 24   | New York Jets            | MetLife Stadium    |
| 2 de enero | 13:00     | Miami Dolphins       | 3 - 34    | Tennessee Titans         | Nissan Stadium     |
| 2 de enero | 13:00     | Jacksonville Jaguars | 10 - 50   | New England Patriots     | Gillette Stadium   |
| 2 de enero | 13:00     | Las Vegas Raiders    | 23 - 20   | Indianapolis Colts       | Lucas Oil Stadium  |
| 2 de enero | 13:00     | Kansas City Chiefs   | 31 - 34   | Cincinnati Bengals       | Paul Brown Stadium |
| 2 de enero | 13:00     | New York Giants      | 3 - 29    | Chicago Bears            | Soldier Field      |
| 2 de enero | 13:00     | Atlanta Falcons      | 15 - 29   | Buffalo Bills            | Highmark Stadium   |
| 2 de enero | 16:05     | Houston Texans       | 7 - 23    | San Francisco 49ers      | Levi's Stadium     |
| 2 de enero | 16:05     | Denver Broncos       | 13 - 34   | Los Angeles Chargers     | SoFi Stadium       |
| 2 de enero | 16:25     | Carolina Panthers    | 10 - 18   | New Orleans Saints       | Caesars Superdome  |
| 2 de enero | 16:25     | Detroit Lions        | 29 - 51   | Seattle Seahawks         | Lumen Field        |
| 2 de enero | 16:25     | Arizona Cardinals    | 25 - 22   | Dallas Cowboys           | AT&T Stadium       |
| 2 de enero | 20:20     | Minnesota Vikings    | 10 - 37   | Green Bay Packers        | Lambeau Field      |
| 3 de enero | 20:15     | Cleveland Browns     | 14 - 26   | Pittsburgh Steelers      | Heinz Field        |

| Semana 18  | Semana 18 | Semana 18                | Semana 18 | Semana 18            | Semana 18                  |
| Fecha      | Hora      | Visitante                | Resultado | Local                | Estadio                    |
| ---------- | --------- | ------------------------ | --------- | -------------------- | -------------------------- |
| 8 de enero | 16:30     | Kansas City Chiefs       | 28 - 24   | Denver Broncos       | Empower Field at Mile High |
| 8 de enero | 20:15     | Dallas Cowboys           | 51 - 26   | Philadelphia Eagles  | Lincoln Financial Field    |
| 9 de enero | 13:00     | Green Bay Packers        | 30 - 37   | Detroit Lions        | Ford Field                 |
| 9 de enero | 13:00     | Indianapolis Colts       | 11 - 26   | Jacksonville Jaguars | TIAA Bank Field            |
| 9 de enero | 13:00     | Washington Football Team | 22 - 7    | New York Giants      | MetLife Stadium            |
| 9 de enero | 13:00     | Chicago Bears            | 17 - 31   | Minnesota Vikings    | U.S. Bank Stadium          |
| 9 de enero | 13:00     | Tennessee Titans         | 28 - 25   | Houston Texans       | NRG Stadium                |
| 9 de enero | 13:00     | Pittsburgh Steelers      | 16 - 13   | Baltimore Ravens     | M&T Bank Stadium           |
| 9 de enero | 13:00     | Cincinnati Bengals       | 16 - 21   | Cleveland Browns     | FirstEnergy Stadium        |
| 9 de enero | 16:25     | San Francisco 49ers      | 27 - 24   | Los Angeles Rams     | SoFi Stadium               |
| 9 de enero | 16:25     | Carolina Panthers        | 17 - 41   | Tampa Bay Buccaneers | Raymond James Stadium      |
| 9 de enero | 16:25     | Seattle Seahawks         | 38 - 30   | Arizona Cardinals    | State Farm Stadium         |
| 9 de enero | 16:25     | New England Patriots     | 24 - 33   | Miami Dolphins       | Hard Rock Stadium          |
| 9 de enero | 16:25     | New Orleans Saints       | 30 - 20   | Atlanta Falcons      | Mercedes-Benz Stadium      |
| 9 de enero | 16:25     | New York Jets            | 10 - 27   | Buffalo Bills        | Highmark Stadium           |
| 9 de enero | 20:20     | Los Angeles Chargers     | 32 - 35   | Las Vegas Raiders    | Allegiant Stadium          |

### Clasificación divisional
| AFC Este                | AFC Este | AFC Este | AFC Este | AFC Este | AFC Este | AFC Este | AFC Este | AFC Este |
| Equipo                  | G        | P        | E        | CTE      | DIV      | CONF     | PF       | PC       |
| ----------------------- | -------- | -------- | -------- | -------- | -------- | -------- | -------- | -------- |
| #3 Buffalo Bills        | 11       | 6        | 0        | .647     | 5–1      | 7–5      | 483      | 289      |
| #6 New England Patriots | 10       | 7        | 0        | .588     | 3–3      | 8–4      | 462      | 303      |
| Miami Dolphins          | 9        | 8        | 0        | .529     | 4–2      | 6–6      | 341      | 373      |
| New York Jets           | 4        | 13       | 0        | .235     | 0–6      | 4–8      | 310      | 504      |

| AFC Norte              | AFC Norte | AFC Norte | AFC Norte | AFC Norte | AFC Norte | AFC Norte | AFC Norte | AFC Norte |
| Equipo                 | G         | P         | E         | CTE       | DIV       | CONF      | PF        | PC        |
| ---------------------- | --------- | --------- | --------- | --------- | --------- | --------- | --------- | --------- |
| #4 Cincinnati Bengals  | 10        | 7         | 0         | .588      | 4–2       | 8–4       | 460       | 376       |
| #7 Pittsburgh Steelers | 9         | 7         | 1         | .559      | 4–2       | 7–5       | 343       | 398       |
| Cleveland Browns       | 8         | 9         | 0         | .471      | 3–3       | 5–7       | 349       | 371       |
| Baltimore Ravens       | 8         | 9         | 0         | .471      | 1–5       | 5–7       | 387       | 392       |

| AFC Sur              | AFC Sur | AFC Sur | AFC Sur | AFC Sur | AFC Sur | AFC Sur | AFC Sur | AFC Sur |
| Equipo               | G       | P       | E       | CTE     | DIV     | CONF    | PF      | PC      |
| -------------------- | ------- | ------- | ------- | ------- | ------- | ------- | ------- | ------- |
| #1 Tennessee Titans  | 12      | 5       | 0       | .706    | 5–1     | 8–4     | 419     | 354     |
| Indianapolis Colts   | 9       | 8       | 0       | .529    | 3–3     | 7–5     | 451     | 365     |
| Houston Texans       | 4       | 13      | 0       | .235    | 3–3     | 4–8     | 280     | 452     |
| Jacksonville Jaguars | 3       | 14      | 0       | .176    | 1–5     | 3–9     | 253     | 457     |

| AFC Oeste             | AFC Oeste | AFC Oeste | AFC Oeste | AFC Oeste | AFC Oeste | AFC Oeste | AFC Oeste | AFC Oeste |
| Equipo                | G         | P         | E         | CTE       | DIV       | CONF      | PF        | PC        |
| --------------------- | --------- | --------- | --------- | --------- | --------- | --------- | --------- | --------- |
| #2 Kansas City Chiefs | 12        | 5         | 0         | .706      | 5–1       | 7–5       | 480       | 364       |
| #5 Las Vegas Raiders  | 10        | 7         | 0         | .588      | 3–3       | 8–4       | 374       | 439       |
| Los Angeles Chargers  | 9         | 8         | 0         | .529      | 3–3       | 6–6       | 474       | 459       |
| Denver Broncos        | 7         | 10        | 0         | .412      | 1–5       | 3–9       | 335       | 322       |

| NFC Este                 | NFC Este | NFC Este | NFC Este | NFC Este | NFC Este | NFC Este | NFC Este | NFC Este |
| Equipo                   | G        | P        | E        | CTE      | DIV      | CONF     | PF       | PC       |
| ------------------------ | -------- | -------- | -------- | -------- | -------- | -------- | -------- | -------- |
| #3 Dallas Cowboys        | 12       | 5        | 0        | .706     | 6–0      | 10–2     | 530      | 358      |
| #7 Philadelphia Eagles   | 9        | 8        | 0        | .529     | 3–3      | 7–5      | 444      | 385      |
| Washington Football Team | 7        | 10       | 0        | .412     | 2–4      | 6–6      | 335      | 434      |
| New York Giants          | 4        | 13       | 0        | .235     | 1–5      | 3–9      | 258      | 416      |

| NFC Norte            | NFC Norte | NFC Norte | NFC Norte | NFC Norte | NFC Norte | NFC Norte | NFC Norte | NFC Norte |
| Equipo               | G         | P         | E         | CTE       | DIV       | CONF      | PF        | PC        |
| -------------------- | --------- | --------- | --------- | --------- | --------- | --------- | --------- | --------- |
| #1 Green Bay Packers | 13        | 4         | 0         | .765      | 4–2       | 9–3       | 450       | 371       |
| Minnesota Vikings    | 8         | 9         | 0         | .471      | 4–2       | 6–6       | 425       | 426       |
| Chicago Bears        | 6         | 11        | 0         | .353      | 2–4       | 4–8       | 311       | 407       |
| Detroit Lions        | 3         | 13        | 1         | .206      | 2–4       | 3–9       | 325       | 467       |

| NFC Sur                 | NFC Sur | NFC Sur | NFC Sur | NFC Sur | NFC Sur | NFC Sur | NFC Sur | NFC Sur |
| Equipo                  | G       | P       | E       | CTE     | DIV     | CONF    | PF      | PC      |
| ----------------------- | ------- | ------- | ------- | ------- | ------- | ------- | ------- | ------- |
| #2 Tampa Bay Buccaneers | 13      | 4       | 0       | .765    | 4–2     | 8–4     | 511     | 353     |
| New Orleans Saints      | 9       | 8       | 0       | .529    | 4–2     | 7–5     | 364     | 335     |
| Atlanta Falcons         | 7       | 10      | 0       | .412    | 2–4     | 4–8     | 313     | 459     |
| Carolina Panthers       | 5       | 12      | 0       | .294    | 2–4     | 3–9     | 304     | 404     |

| NFC Oeste              | NFC Oeste | NFC Oeste | NFC Oeste | NFC Oeste | NFC Oeste | NFC Oeste | NFC Oeste | NFC Oeste |
| Equipo                 | G         | P         | E         | CTE       | DIV       | CONF      | PF        | PC        |
| ---------------------- | --------- | --------- | --------- | --------- | --------- | --------- | --------- | --------- |
| #4 Los Angeles Rams    | 12        | 5         | 0         | .706      | 3–3       | 8–4       | 460       | 372       |
| #5 Arizona Cardinals   | 11        | 6         | 0         | .647      | 4–2       | 7–5       | 449       | 366       |
| #6 San Francisco 49ers | 10        | 7         | 0         | .588      | 2–4       | 7–5       | 427       | 365       |
| Seattle Seahawks       | 7         | 10        | 0         | .412      | 3–3       | 4–8       | 395       | 366       |

     Campeón de división. 
     Clasificado como Wildcard.
     Eliminado de playoffs.

### Clasificación por conferencias
| Conferencia Americana (AFC) | Conferencia Americana (AFC) | Conferencia Americana (AFC) | Conferencia Americana (AFC) | Conferencia Americana (AFC) | Conferencia Americana (AFC) | Conferencia Americana (AFC) | Conferencia Americana (AFC) | Conferencia Americana (AFC) |
| # | Equipo                      | División                    | G                           | P                           | E                           | CTE                         | DIV                         | CONF                        |
| --- | --------------------------- | --------------------------- | --------------------------- | --------------------------- | --------------------------- | --------------------------- | --------------------------- | --------------------------- |
| 1[a] | Tennessee Titans z          | Sur                         | 12                          | 5                           | 0                           | .706                        | 5–1                         | 8–4                         |
| 2[a] | Kansas City Chiefs y        | Oeste                       | 12                          | 5                           | 0                           | .706                        | 5–1                         | 7–5                         |
| 3 | Buffalo Bills y             | Este                        | 11                          | 6                           | 0                           | .647                        | 5–1                         | 7–5                         |
| 4 | Cincinnati Bengals y        | Norte                       | 10                          | 7                           | 0                           | .588                        | 4–2                         | 8–4                         |
| ↑ Campeones divisionales ↑ |                             |                             |                             |                             |                             |                             |                             |                             |
| 5[b] | Las Vegas Raiders           | Oeste                       | 10                          | 7                           | 0                           | .588                        | 3–3                         | 8–4                         |
| 6[b] | New England Patriots        | Este                        | 10                          | 7                           | 0                           | .588                        | 3–3                         | 8–4                         |
| 7 | Pittsburgh Steelers         | Norte                       | 9                           | 7                           | 1                           | .559                        | 4–2                         | 7–5                         |
| ↑ Wild Cards ↑ |                             |                             |                             |                             |                             |                             |                             |                             |
| 8[c] | Indianapolis Colts          | Sur                         | 9                           | 8                           | 0                           | .529                        | 3–3                         | 7–5                         |
| 9[c] | Miami Dolphins              | Este                        | 9                           | 8                           | 0                           | .529                        | 4–2                         | 6–6                         |
| 10[c] | Los Angeles Chargers        | Oeste                       | 9                           | 8                           | 0                           | .529                        | 3–3                         | 6–6                         |
| 11[d] | Cleveland Browns            | Norte                       | 8                           | 9                           | 0                           | .471                        | 3–3                         | 5–7                         |
| 12[d] | Baltimore Ravens            | Norte                       | 8                           | 9                           | 0                           | .471                        | 1–5                         | 5–7                         |
| 13 | Denver Broncos              | Oeste                       | 7                           | 10                          | 0                           | .412                        | 1–5                         | 3–9                         |
| 14[e] | New York Jets               | Este                        | 4                           | 13                          | 0                           | .235                        | 0–6                         | 4–8                         |
| 15[e] | Houston Texans              | Sur                         | 4                           | 13                          | 0                           | .235                        | 3–3                         | 4–8                         |
| 16 | Jacksonville Jaguars        | Sur                         | 3                           | 14                          | 0                           | .176                        | 1–5                         | 3–9                         |
| Desempates |                             |                             |                             |                             |                             |                             |                             |                             |
| [a] Tennessee desempata sobre Kansas City por ganar el enfrentamiento directo entre ambos. [b] Las Vegas desempata sobre New England por tener mejor récord de juegos en común. [c] Indianapolis desempata sobre Miami y Los Angeles por tener mejor récord de conferencia. Miami desempata sobre Los Angeles por tener mejor récord de juegos en común. [d] Cleveland desempata sobre Baltimore por tener mejor récord divisional. [e] New York desempata sobre Houston por ganar el enfrentamiento directo entre ambos. |                             |                             |                             |                             |                             |                             |                             |                             |

| Conferencia Nacional (NFC) | Conferencia Nacional (NFC) | Conferencia Nacional (NFC) | Conferencia Nacional (NFC) | Conferencia Nacional (NFC) | Conferencia Nacional (NFC) | Conferencia Nacional (NFC) | Conferencia Nacional (NFC) | Conferencia Nacional (NFC) |
| # | Equipo                     | División                   | G                          | P                          | E                          | CTE                        | DIV                        | CONF                       |
| --- | -------------------------- | -------------------------- | -------------------------- | -------------------------- | -------------------------- | -------------------------- | -------------------------- | -------------------------- |
| 1[a] | Green Bay Packers z        | Norte                      | 13                         | 4                          | 0                          | .765                       | 4–2                        | 9–3                        |
| 2[a] | Tampa Bay Buccaneers y     | Sur                        | 13                         | 4                          | 0                          | .765                       | 4–2                        | 8–4                        |
| 3[b] | Dallas Cowboys y           | Este                       | 12                         | 5                          | 0                          | .706                       | 6–0                        | 10–2                       |
| 4[b] | Los Angeles Rams y         | Oeste                      | 12                         | 5                          | 0                          | .706                       | 3–3                        | 8–4                        |
| ↑ Campeones divisionales ↑ |                            |                            |                            |                            |                            |                            |                            |                            |
| 5 | Arizona Cardinals          | Oeste                      | 11                         | 6                          | 0                          | .647                       | 4–2                        | 7–5                        |
| 6 | San Francisco 49ers        | Oeste                      | 10                         | 7                          | 0                          | .588                       | 2–4                        | 5–5                        |
| 7[c] | Philadelphia Eagles        | Este                       | 9                          | 8                          | 0                          | .529                       | 3–3                        | 7–5                        |
| ↑ Wild Cards ↑ |                            |                            |                            |                            |                            |                            |                            |                            |
| 8[c] | New Orleans Saints         | Sur                        | 9                          | 8                          | 0                          | .529                       | 4–2                        | 7–5                        |
| 9 | Minnesota Vikings          | Norte                      | 8                          | 9                          | 0                          | .471                       | 4–2                        | 6–6                        |
| 10[d] | Washington Football Team   | Este                       | 7                          | 10                         | 0                          | .412                       | 2–4                        | 6–6                        |
| 11[d] | Seattle Seahawks           | Oeste                      | 7                          | 10                         | 0                          | .412                       | 3–3                        | 4–8                        |
| 12[d] | Atlanta Falcons            | Sur                        | 7                          | 10                         | 0                          | .412                       | 2–4                        | 4–8                        |
| 13 | Chicago Bears              | Norte                      | 6                          | 11                         | 0                          | .353                       | 2–4                        | 4–8                        |
| 14 | Carolina Panthers          | Sur                        | 5                          | 12                         | 0                          | .294                       | 2–4                        | 3–9                        |
| 15 | New York Giants            | Este                       | 4                          | 13                         | 0                          | .235                       | 1–5                        | 3–9                        |
| 16 | Detroit Lions              | Norte                      | 3                          | 13                         | 1                          | .206                       | 2–4                        | 3–9                        |
| Desempates |                            |                            |                            |                            |                            |                            |                            |                            |
| [a] Green Bay desempata sobre Tampa Bay por tener mejor récord de conferencia. [b] Dallas desempata sobre Los Angeles por tener mejor récord de conferencia. [c] Philadelphia desempata sobre New Orleans por ganar el enfrentamiento directo entre ellos. [d] Washington desempata sobre Seattle y Atlanta por ganar ambos duelos ante estos equipos (head-to-head sweep). Seattle desempata sobre Atlanta por tener mejor récord de juegos en común. |                            |                            |                            |                            |                            |                            |                            |                            |

 #  N.º de clasificado por conferencia.

 z  Campeón de división, bye y ventaja de campo.

 y  Campeón de división.
    Wild Card.

     No clasificado para los playoffs.

## Postemporada
Los playoffs de 2021 están programados para comenzar el fin de semana del 15 al 17 de enero con la Ronda de Comodines. Habrá tres equipos Wild Card por conferencia, y solo el primer cabeza de serie de cada conferencia podrá descansar en la primera ronda, denominado como bye. Dos juegos se disputarán en sábado, tres en domingo, y el juego restante, en lunes, siendo el primer Monday Night Football en playoffs en la historia.
En la Ronda Divisional programada para el 22-23 de enero, el primer cabeza de serie de cada conferencia jugará con el ganador clasificado como el peor cabeza de serie y los dos ganadores restantes se enfrentarán entre sí. Los ganadores de esos juegos avanzarán a los Campeonatos de la Conferencia programados para el 30 de enero. El Super Bowl LVI está programado para el 13 de febrero en el SoFi Stadium de Inglewood, California con los ganadores de cada Campeonato de Conferencia enfrentándose entre sí.
Tras haber finalizado la temporada regular, los equipos que clasificaron a postemporada terminaron en las siguientes posiciones o cabeza de series por cada conferencia.
| #   | AFC                  | AFC               | NFC                  | NFC               |
| --- | -------------------- | ----------------- | -------------------- | ----------------- |
| 1.º | Tennessee Titans     | Campeón del Sur   | Green Bay Packers    | Campeón del Norte |
| 2.º | Kansas City Chiefs   | Campeón del Oeste | Tampa Bay Buccaneers | Campeón del Sur   |
| 3.º | Buffalo Bills        | Campeón del Este  | Dallas Cowboys       | Campeón del Este  |
| 4.º | Cincinnati Bengals   | Campeón del Norte | Los Angeles Rams     | Campeón del Oeste |
| 5.º | Las Vegas Raiders    | Wild Card         | Arizona Cardinals    | Wild Card         |
| 6.º | New England Patriots | Wild Card         | San Francisco 49ers  | Wild Card         |
| 7.º | Pittsburgh Steelers  | Wild Card         | Philadelphia Eagles  | Wild Card         |

### Cuadro
|  | Ronda Wild Card                     | Ronda Wild Card                  | Ronda Wild Card                  |                                     |                                     | Ronda divisional                    | Ronda divisional             | Ronda divisional             |                            |                     | Finales de conferencia          | Finales de conferencia          | Finales de conferencia          |                              |  | Super Bowl LVI | Super Bowl LVI | Super Bowl LVI |
|  |                                     |                                  |                                  |                                     |                                     |                                     |                              |                              |                            |                     |                                 |                                 |                                 |                              |  |                |                |                |
|  | 15 de enero – Paul Brown Stadium    | 15 de enero – Paul Brown Stadium | 15 de enero – Paul Brown Stadium |                                     |                                     | 22 de enero – Nissan Stadium        | 22 de enero – Nissan Stadium | 22 de enero – Nissan Stadium |                            |                     | 30 de enero – Arrowhead Stadium | 30 de enero – Arrowhead Stadium | 30 de enero – Arrowhead Stadium |                              |  |                |                |                |
|  | 15 de enero – Paul Brown Stadium    | 15 de enero – Paul Brown Stadium | 15 de enero – Paul Brown Stadium |                                     |                                     | 22 de enero – Nissan Stadium        | 22 de enero – Nissan Stadium | 22 de enero – Nissan Stadium |                            |                     | 30 de enero – Arrowhead Stadium | 30 de enero – Arrowhead Stadium | 30 de enero – Arrowhead Stadium |                              |  |                |                |                |
|  | 15 de enero – Paul Brown Stadium    | 15 de enero – Paul Brown Stadium | 15 de enero – Paul Brown Stadium |                                     |                                     | 22 de enero – Nissan Stadium        | 22 de enero – Nissan Stadium | 22 de enero – Nissan Stadium |                            |                     | 30 de enero – Arrowhead Stadium | 30 de enero – Arrowhead Stadium | 30 de enero – Arrowhead Stadium |                              |  |                |                |                |
|  | 4                                   | Cincinnati Bengals               | 26                               |                                     |                                     | 22 de enero – Nissan Stadium        | 22 de enero – Nissan Stadium | 22 de enero – Nissan Stadium |                            |                     | 30 de enero – Arrowhead Stadium | 30 de enero – Arrowhead Stadium | 30 de enero – Arrowhead Stadium |                              |  |                |                |                |
|  | 4                                   | Cincinnati Bengals               | 26                               |                                     |                                     | 22 de enero – Nissan Stadium        | 22 de enero – Nissan Stadium | 22 de enero – Nissan Stadium |                            |                     | 30 de enero – Arrowhead Stadium | 30 de enero – Arrowhead Stadium | 30 de enero – Arrowhead Stadium |                              |  |                |                |                |
|  | 5                                   | Las Vegas Raiders                | 19                               |                                     |                                     | 22 de enero – Nissan Stadium        | 22 de enero – Nissan Stadium | 22 de enero – Nissan Stadium |                            |                     | 30 de enero – Arrowhead Stadium | 30 de enero – Arrowhead Stadium | 30 de enero – Arrowhead Stadium |                              |  |                |                |                |
|  | 5                                   | Las Vegas Raiders                | 19                               | 1                                   | Tennessee Titans                    | 16                                  |                              |                              |                            |                     | 30 de enero – Arrowhead Stadium | 30 de enero – Arrowhead Stadium | 30 de enero – Arrowhead Stadium |                              |  |                |                |                |
|  | 16 de enero – Arrowhead Stadium     |                                  |                                  | 1                                   | Tennessee Titans                    | 16                                  |                              |                              |                            |                     | 30 de enero – Arrowhead Stadium | 30 de enero – Arrowhead Stadium | 30 de enero – Arrowhead Stadium |                              |  |                |                |                |
|  | 4                                   | Cincinnati Bengals               | 19                               |                                     |                                     |                                     |                              |                              |                            |                     | 30 de enero – Arrowhead Stadium | 30 de enero – Arrowhead Stadium | 30 de enero – Arrowhead Stadium |                              |  |                |                |                |
|  | 4                                   | Cincinnati Bengals               | 19                               |                                     |                                     |                                     |                              |                              |                            |                     | 30 de enero – Arrowhead Stadium | 30 de enero – Arrowhead Stadium | 30 de enero – Arrowhead Stadium |                              |  |                |                |                |
|  | 2                                   | Kansas City Chiefs               | 42                               | 23 de enero – Arrowhead Stadium     | 23 de enero – Arrowhead Stadium     | 23 de enero – Arrowhead Stadium     | 2                            | Kansas City Chiefs           | 24                         |                     |                                 |                                 |                                 |                              |  |                |                |                |
|  | 2                                   | Kansas City Chiefs               | 42                               | 23 de enero – Arrowhead Stadium     | 23 de enero – Arrowhead Stadium     | 23 de enero – Arrowhead Stadium     | 2                            | Kansas City Chiefs           | 24                         |                     |                                 |                                 |                                 |                              |  |                |                |                |
|  | 7                                   | Pittsburgh Steelers              | 21                               | 23 de enero – Arrowhead Stadium     | 23 de enero – Arrowhead Stadium     | 23 de enero – Arrowhead Stadium     |                              |                              | 4                          | Cincinnati Bengals  | 27                              |                                 |                                 |                              |  |                |                |                |
|  | 7                                   | Pittsburgh Steelers              | 21                               | 23 de enero – Arrowhead Stadium     | 23 de enero – Arrowhead Stadium     | 23 de enero – Arrowhead Stadium     |                              |                              | 4                          | Cincinnati Bengals  | 27                              |                                 |                                 |                              |  |                |                |                |
|  | 15 de enero – Highmark Stadium      | 15 de enero – Highmark Stadium   | 15 de enero – Highmark Stadium   | 2                                   | Kansas City Chiefs                  | 42                                  | 30 de enero – SoFi Stadium   | 30 de enero – SoFi Stadium   | 30 de enero – SoFi Stadium |                     |                                 |                                 |                                 |                              |  |                |                |                |
|  | 15 de enero – Highmark Stadium      | 15 de enero – Highmark Stadium   | 15 de enero – Highmark Stadium   | 2                                   | Kansas City Chiefs                  | 42                                  | 30 de enero – SoFi Stadium   | 30 de enero – SoFi Stadium   | 30 de enero – SoFi Stadium |                     |                                 |                                 |                                 |                              |  |                |                |                |
|  | 15 de enero – Highmark Stadium      | 15 de enero – Highmark Stadium   | 15 de enero – Highmark Stadium   | 3                                   | Buffalo Bills                       | 36                                  | 30 de enero – SoFi Stadium   | 30 de enero – SoFi Stadium   | 30 de enero – SoFi Stadium |                     |                                 |                                 |                                 |                              |  |                |                |                |
|  | 3                                   | Buffalo Bills                    | 47                               | 3                                   | Buffalo Bills                       | 36                                  | 30 de enero – SoFi Stadium   | 30 de enero – SoFi Stadium   | 30 de enero – SoFi Stadium |                     |                                 | 13 de febrero – SoFi Stadium    | 13 de febrero – SoFi Stadium    | 13 de febrero – SoFi Stadium |  |                |                |                |
|  | 3                                   | Buffalo Bills                    | 47                               | 22 de enero – Lambeau Field         |                                     |                                     | 30 de enero – SoFi Stadium   | 30 de enero – SoFi Stadium   | 30 de enero – SoFi Stadium |                     |                                 | 13 de febrero – SoFi Stadium    | 13 de febrero – SoFi Stadium    | 13 de febrero – SoFi Stadium |  |                |                |                |
|  | 6                                   | New England Patriots             | 17                               |                                     |                                     |                                     | 30 de enero – SoFi Stadium   | 30 de enero – SoFi Stadium   | 30 de enero – SoFi Stadium |                     |                                 | 13 de febrero – SoFi Stadium    | 13 de febrero – SoFi Stadium    | 13 de febrero – SoFi Stadium |  |                |                |                |
|  | 6                                   | New England Patriots             | 17                               |                                     |                                     |                                     | 30 de enero – SoFi Stadium   | 30 de enero – SoFi Stadium   | 30 de enero – SoFi Stadium |                     |                                 | 13 de febrero – SoFi Stadium    | 13 de febrero – SoFi Stadium    | 13 de febrero – SoFi Stadium |  |                |                |                |
|  | 16 de enero – AT&T Stadium          | 16 de enero – AT&T Stadium       | 16 de enero – AT&T Stadium       | A4                                  | Cincinnati Bengals                  | 20                                  | 30 de enero – SoFi Stadium   | 30 de enero – SoFi Stadium   | 30 de enero – SoFi Stadium |                     |                                 |                                 |                                 |                              |  |                |                |                |
|  | 16 de enero – AT&T Stadium          | 16 de enero – AT&T Stadium       | 16 de enero – AT&T Stadium       | A4                                  | Cincinnati Bengals                  | 20                                  | 30 de enero – SoFi Stadium   | 30 de enero – SoFi Stadium   | 30 de enero – SoFi Stadium |                     |                                 |                                 |                                 |                              |  |                |                |                |
|  | 16 de enero – AT&T Stadium          | 16 de enero – AT&T Stadium       | 16 de enero – AT&T Stadium       | N4                                  | Los Angeles Rams                    | 23                                  | 30 de enero – SoFi Stadium   | 30 de enero – SoFi Stadium   | 30 de enero – SoFi Stadium |                     |                                 |                                 |                                 |                              |  |                |                |                |
|  | 16 de enero – AT&T Stadium          | 16 de enero – AT&T Stadium       | 16 de enero – AT&T Stadium       | N4                                  | Los Angeles Rams                    | 23                                  | 30 de enero – SoFi Stadium   | 30 de enero – SoFi Stadium   | 30 de enero – SoFi Stadium |                     |                                 |                                 |                                 |                              |  |                |                |                |
|  | 3                                   | Dallas Cowboys                   | 17                               |                                     |                                     |                                     | 30 de enero – SoFi Stadium   | 30 de enero – SoFi Stadium   | 30 de enero – SoFi Stadium |                     |                                 |                                 |                                 |                              |  |                |                |                |
|  | 3                                   | Dallas Cowboys                   | 17                               |                                     |                                     |                                     | 30 de enero – SoFi Stadium   | 30 de enero – SoFi Stadium   | 30 de enero – SoFi Stadium |                     |                                 |                                 |                                 |                              |  |                |                |                |
|  | 6                                   | San Francisco 49ers              | 23                               |                                     |                                     |                                     | 30 de enero – SoFi Stadium   | 30 de enero – SoFi Stadium   | 30 de enero – SoFi Stadium |                     |                                 |                                 |                                 |                              |  |                |                |                |
|  | 6                                   | San Francisco 49ers              | 23                               | 1                                   | Green Bay Packers                   | 10                                  | 30 de enero – SoFi Stadium   | 30 de enero – SoFi Stadium   | 30 de enero – SoFi Stadium |                     |                                 |                                 |                                 |                              |  |                |                |                |
|  | 16 de enero – Raymond James Stadium |                                  |                                  | 1                                   | Green Bay Packers                   | 10                                  | 30 de enero – SoFi Stadium   | 30 de enero – SoFi Stadium   | 30 de enero – SoFi Stadium |                     |                                 |                                 |                                 |                              |  |                |                |                |
|  | 6                                   | San Francisco 49ers              | 13                               |                                     |                                     |                                     | 30 de enero – SoFi Stadium   | 30 de enero – SoFi Stadium   | 30 de enero – SoFi Stadium |                     |                                 |                                 |                                 |                              |  |                |                |                |
|  | 6                                   | San Francisco 49ers              | 13                               |                                     |                                     |                                     | 30 de enero – SoFi Stadium   | 30 de enero – SoFi Stadium   | 30 de enero – SoFi Stadium |                     |                                 |                                 |                                 |                              |  |                |                |                |
|  | 2                                   | Tampa Bay Buccaneers             | 31                               | 23 de enero – Raymond James Stadium | 23 de enero – Raymond James Stadium | 23 de enero – Raymond James Stadium | 4                            | Los Angeles Rams             | 20                         |                     |                                 |                                 |                                 |                              |  |                |                |                |
|  | 2                                   | Tampa Bay Buccaneers             | 31                               | 23 de enero – Raymond James Stadium | 23 de enero – Raymond James Stadium | 23 de enero – Raymond James Stadium | 4                            | Los Angeles Rams             | 20                         |                     |                                 |                                 |                                 |                              |  |                |                |                |
|  | 7                                   | Philadelphia Eagles              | 15                               | 23 de enero – Raymond James Stadium | 23 de enero – Raymond James Stadium | 23 de enero – Raymond James Stadium |                              |                              | 6                          | San Francisco 49ers | 17                              |                                 |                                 |                              |  |                |                |                |
|  | 7                                   | Philadelphia Eagles              | 15                               | 23 de enero – Raymond James Stadium | 23 de enero – Raymond James Stadium | 23 de enero – Raymond James Stadium |                              |                              | 6                          | San Francisco 49ers | 17                              |                                 |                                 |                              |  |                |                |                |
|  | 17 de enero – SoFi Stadium          | 17 de enero – SoFi Stadium       | 17 de enero – SoFi Stadium       | 2                                   | Tampa Bay Buccaneers                | 27                                  |                              |                              |                            |                     |                                 |                                 |                                 |                              |  |                |                |                |
|  | 17 de enero – SoFi Stadium          | 17 de enero – SoFi Stadium       | 17 de enero – SoFi Stadium       | 2                                   | Tampa Bay Buccaneers                | 27                                  |                              |                              |                            |                     |                                 |                                 |                                 |                              |  |                |                |                |
|  | 17 de enero – SoFi Stadium          | 17 de enero – SoFi Stadium       | 17 de enero – SoFi Stadium       | 4                                   | Los Angeles Rams                    | 30                                  |                              |                              |                            |                     |                                 |                                 |                                 |                              |  |                |                |                |
|  | 4                                   | Los Angeles Rams                 | 34                               | 4                                   | Los Angeles Rams                    | 30                                  |                              |                              |                            |                     |                                 |                                 |                                 |                              |  |                |                |                |
|  | 4                                   | Los Angeles Rams                 | 34                               |                                     |                                     |                                     |                              |                              |                            |                     |                                 |                                 |                                 |                              |  |                |                |                |
|  | 5                                   | Arizona Cardinals                | 11                               |                                     |                                     |                                     |                              |                              |                            |                     |                                 |                                 |                                 |                              |  |                |                |                |
|  | 5                                   | Arizona Cardinals                | 11                               |                                     |                                     |                                     |                              |                              |                            |                     |                                 |                                 |                                 |                              |  |                |                |                |

### Partidos
| Fecha                  | Inicio          | Visitante            | Resultado       | Local                | Estadio                                    |
| Ronda Wild Card        | Ronda Wild Card | Ronda Wild Card      | Ronda Wild Card | Ronda Wild Card      | Ronda Wild Card                            |
| ---------------------- | --------------- | -------------------- | --------------- | -------------------- | ------------------------------------------ |
| 15 de enero de 2022    | 16:30           | Las Vegas Raiders    | 19 - 26         | Cincinnati Bengals   | Paul Brown Stadium, Cincinnati, Ohio       |
| 15 de enero de 2022    | 20:15           | New England Patriots | 17 - 47         | Buffalo Bills        | Highmark Stadium, Orchard Park, Nueva York |
| 16 de enero de 2022    | 13:00           | Philadelphia Eagles  | 15 - 31         | Tampa Bay Buccaneers | Raymond James Stadium, Tampa, Florida      |
| 16 de enero de 2022    | 16:30           | San Francisco 49ers  | 23 - 17         | Dallas Cowboys       | AT&T Stadium, Arlington, Texas             |
| 16 de enero de 2022    | 20:15           | Pittsburgh Steelers  | 21 - 42         | Kansas City Chiefs   | Arrowhead Stadium, Kansas City, Misuri     |
| 17 de enero de 2022    | 20:15           | Arizona Cardinals    | 11 - 34         | Los Angeles Rams     | SoFi Stadium, Inglewood, California        |
| Ronda divisional       |                 |                      |                 |                      |                                            |
| 22 de enero de 2022    | 16:30           | Cincinnati Bengals   | 19 - 16         | Tennessee Titans     | Nissan Stadium, Nashville, Tennessee       |
| 22 de enero de 2022    | 20:15           | San Francisco 49ers  | 13 - 10         | Green Bay Packers    | Lambeau Field, Green Bay, Wisconsin        |
| 23 de enero de 2022    | 15:00           | Los Angeles Rams     | 30 - 27         | Tampa Bay Buccaneers | Raymond James Stadium, Tampa, Florida      |
| 23 de enero de 2022    | 18:30           | Buffalo Bills        | 36 - 42         | Kansas City Chiefs   | Arrowhead Stadium, Kansas City, Misuri     |
| Finales de conferencia |                 |                      |                 |                      |                                            |
| 30 de enero de 2022    | 15:00           | Cincinnati Bengals   | 27 - 24         | Kansas City Chiefs   | Arrowhead Stadium, Kansas City, Misuri     |
| 30 de enero de 2022    | 18:40           | San Francisco 49ers  | 17 - 20         | Los Angeles Rams     | SoFi Stadium, Inglewood, California        |
| Super Bowl LVI         |                 |                      |                 |                      |                                            |
| 13 de febrero de 2022  | 18:30           | Los Angeles Rams     | 23 - 20         | Cincinnati Bengals   | SoFi Stadium, Inglewood, California        |

CAMPEÓN

Los Angeles Rams

2ª Super Bowl

## Premios

### Individuales
| Premio                       | Ganador          | Posición              | Equipo              |
| ---------------------------- | ---------------- | --------------------- | ------------------- |
| Jugador Más Valioso          | Aaron Rodgers    | Quarterback           | Green Bay Packers   |
| Jugador Ofensivo del Año     | Cooper Kupp      | Wide receiver         | Los Angeles Rams    |
| Jugador Defensivo del Año    | T. J. Watt       | Linebacker            | Pittsburgh Steelers |
| Entrenador del Año           | Mike Vrabel      | Head coach            | Tennessee Titans    |
| Entrenador Asistente del Año | Dan Quinn        | Coordinador defensivo | Dallas Cowboys      |
| Rookie del Año               | Ja'Marr Chase    | Wide receiver         | Cincinnati Bengals  |
| Rookie Ofensivo del Año      | Ja'Marr Chase    | Wide receiver         | Cincinnati Bengals  |
| Rookie Defensivo del Año     | Micah Parsons    | Linebacker            | Dallas Cowboys      |
| Jugador Regreso del Año      | Joe Burrow       | Quarterback           | Cincinnati Bengals  |
| Hombre del Año               | Andrew Whitworth | Tackle ofensivo       | Los Angeles Rams    |

### Equipo All-Pro
| Ofensivo         | Ofensivo                                                                     |
| ---------------- | ---------------------------------------------------------------------------- |
| Quarterback      | Aaron Rodgers, Green Bay                                                     |
| Running back     | Jonathan Taylor, Indianapolis                                                |
| Wide receiver    | Davante Adams, Green Bay Cooper Kupp, L. A. Rams Deebo Samuel, San Francisco |
| Tight end        | Mark Andrews, Baltimore                                                      |
| Tackle izquierdo | Trent Williams, San Francisco                                                |
| Guard izquierdo  | Joel Bitonio, Cleveland                                                      |
| Center           | Jason Kelce, Philadelphia                                                    |
| Guard derecho    | Zack Martin, Dallas                                                          |
| Tackle derecho   | Tristan Wirfs, Tampa Bay                                                     |

| Defensivo        | Defensivo                                                                           |
| ---------------- | ----------------------------------------------------------------------------------- |
| Edge rusher      | T. J. Watt, Pittsburgh Myles Garrett, Cleveland                                     |
| Interior linemen | Aaron Donald, L. A. Rams Cameron Heyward, Pittsburgh                                |
| Linebacker       | Micah Parsons, Dallas Shaquille Leonard, Indianapolis De'Vondre Campbell, Green Bay |
| Cornerback       | Trevon Diggs, Dallas Jalen Ramsey, L. A. Rams                                       |
| Safety           | Kevin Byard, Tennessee Jordan Poyer, Buffalo                                        |

| Equipos especiales | Equipos especiales          |
| ------------------ | --------------------------- |
| Kicker             | Justin Tucker, Baltimore    |
| Punter             | A. J. Cole, Las Vegas       |
| Kick returner      | Braxton Berrios, N. Y. Jets |
| Punt returner      | Devin Duvernay, Baltimore   |
| Equipo especial    | J. T. Gray, New Orleans     |
| Long snapper       | Luke Rhodes, Indianapolis   |

### Jugador de la Semana/Mes
Los siguientes fueron elegidos jugadores de la semana y del mes durante la temporada 2020:
| Semana/Mes | Jugador ofensivo             | Jugador ofensivo                  | Jugador defensivo               | Jugador defensivo               | Equipo especial              | Equipo especial                |
| Semana/Mes | AFC                          | NFC                               | AFC                             | NFC                             | AFC                          | NFC                            |
| ---------- | ---------------------------- | --------------------------------- | ------------------------------- | ------------------------------- | ---------------------------- | ------------------------------ |
| 1          | Patrick Mahomes QB (Chiefs)  | Matthew Stafford QB (Rams)        | Maxx Crosby DE (Raiders)        | Chandler Jones DE (Cardinals)   | Evan McPherson K (Bengals)   | Bradley Pinion P (Buccaneers)  |
| 2          | Derrick Henry RB (Titans)    | Kyler Murray QB (Cardinals)       | Odafe Oweh LB (Ravens)          | Mike Edwards S (Buccaneers)     | Daniel Carlson K (Raiders)   | Mitch Wishnowsky P (49ers)     |
| 3          | Josh Allen QB (Bills)        | Matthew Stafford QB (Rams)        | Myles Garrett DE (Browns)       | Byron Murphy CB (Cardinals)     | Justin Tucker K (Ravens)     | Mason Crosby K (Packers)       |
| Sept.      | Derek Carr QB (Raiders)      | Cooper Kupp WR (Rams)             | Von Miller LB (Broncos)         | Trevon Diggs CB (Cowboys)       | Jamal Agnew PR (Jaguars)     | Mitch Wishnowsky P (49ers)     |
| 4          | Joe Burrow QB (Bengals)      | Daniel Jones QB (Giants)          | Tremaine Edmunds LB (Bills)     | Trevon Diggs CB (Cowboys)       | Rigoberto Sanchez P (Colts)  | DeAndre Carter WR (Washington) |
| 5          | Lamar Jackson QB (Ravens)    | Tom Brady QB (Buccaneers)         | Gregory Rousseau DE (Bills)     | Marshon Lattimore CB (Saints)   | Nick Folk K (Patriots)       | T. J. Edwards LB (Eagles)      |
| 6          | Derrick Henry RB (Titans)    | Dak Prescott QB (Cowboys)         | T. J. Watt LB (Steelers)        | Taylor Rapp S (Rams)            | Matthew Wright K (Jaguars)   | Matt Prater K (Cardinals)      |
| 7          | Ja'Marr Chase WR (Bengals)   | Alvin Kamara RB (Saints)          | Yannick Ngakoue DE (Raiders)    | Deion Jones LB (Falcons)        | Rigoberto Sanchez P (Colts)  | Graham Gano K (Giants)         |
| 8          | Mike White QB (Jets)         | Deebo Samuel WR (49ers)           | Adrian Phillips S (Patriots)    | Micah Parsons LB (Cowboys)      | Randy Bullock K (Titans)     | Zane Gonzalez K (Panthers)     |
| Oct.       | Jonathan Taylor RB (Colts)   | Cooper Kupp WR (Rams)             | Kevin Byard S (Titans)          | De'Vondre Campbell LB (Packers) | Tyler Bass K (Bills)         | Blake Gillikin P (Saints)      |
| 9          | Justin Herbert QB (Chargers) | Matt Ryan QB (Falcons)            | Josh Allen DE (Jaguars)         | Xavier McKinney S (Giants)      | Tommy Townsend P (Chiefs)    | Kene Nwangwu RB (Vikings)      |
| 10         | Patrick Mahomes QB (Chiefs)  | Deebo Samuel WR (49ers)           | Xavien Howard CB (Dolphins)     | Darius Slay CB (Eagles)         | E. J. Speed LB (Colts)       | Zane Gonzalez K (Panthers)     |
| 11         | Jonathan Taylor RB (Colts)   | Justin Jefferson WR (Vikings)     | Chris Jones DE (Chiefs)         | Chandler Jones DE (Cardinals)   | Evan McPherson K (Bengals)   | Jake Elliott K (Eagles)        |
| 12         | Joe Mixon RB (Bengals)       | Leonard Fournette RB (Buccaneers) | Patrick Surtain II CB (Broncos) | Rasul Douglas CB (Packers)      | Daniel Carlson K (Raiders)   | Thomas Morstead P (Falcons)    |
| Nov.       | Jonathan Taylor RB (Colts)   | Justin Jefferson WR (Vikings)     | J. C. Jackson CB (Patriots)     | Robert Quinn LB (Bears)         | Tommy Townsend P (Chiefs)    | Jake Elliott K (Eagles)        |
| 13         | Justin Herbert QB (Chargers) | Jared Goff QB (Lions)             | T. J. Watt LB (Steelers)        | Jordan Hicks LB (Cardinals)     | Michael Palardy P (Dolphins) | Travis Homer RB (Seahawks)     |
| 14         | Justin Herbert QB (Chargers) | George Kittle TE (49ers)          | Mike Hughes CB (Chiefs)         | Aaron Donald DE (Rams)          | Brandon McManus K (Broncos)  | Jakeem Grant WR (Bears)        |
| 15         | Travis Kelce TE (Chiefs)     | Aaron Rodgers QB (Packers)        | Darius Leonard LB (Colts)       | Cameron Jordan DE (Saints)      | Tremon Smith CB (Texans)     | Riley Patterson K (Lions)      |
| 16         | Joe Burrow QB (Bengals)      | Dak Prescott QB (Cowboys)         | Tavierre Thomas CB (Texans)     | Foye Oluokun LB (Falcons)       | Braxton Berrios WR (Jets)    | Brandon Powell WR (Rams)       |
| Dic.       | Patrick Mahomes QB (Chiefs)  | Aaron Rodgers QB (Packers)        | Jerome Baker LB (Dolphins)      | Aaron Donald DE (Rams)          | Evan McPherson K (Bengals)   | Thomas Morstead P (Falcons)    |
| 17         | Ja'Marr Chase WR (Bengals)   | Rashaad Penny RB (Seahawks)       | T. J. Watt LB (Steelers)        | Cameron Jordan DE (Saints)      | Daniel Carlson K (Raiders)   | Matt Prater K (Cardinals)      |
| 18         | Ryan Tannehill QB (Titans)   | Dak Prescott QB (Cowboys)         | Maxx Crosby DE (Raiders)        | Tracy Walker S (Lions)          | Daniel Carlson K (Raiders)   | Robbie Gould K (49ers)         |

### Rookie del Mes
| Mes   | Rookie                       | Rookie                          |
| Mes   | Ofensivo                     | Defensivo                       |
| ----- | ---------------------------- | ------------------------------- |
| Sept. | Ja'Marr Chase WR (Bengals)   | Asante Samuel Jr. CB (Chargers) |
| Oct.  | Najee Harris RB (Steelers)   | Nick Bolton LB (Chiefs)         |
| Nov.  | Mac Jones QB (Patriots)      | Micah Parsons LB (Cowboys)      |
| Dic.  | Amon-Ra St. Brown WR (Lions) | Micah Parsons LB (Cowboys)      |

## Estadios

### Cambios de estadio
- 2020 fue la última temporada en la que Mercedes-Benz tuvo los derechos de denominación del Superdome de Louisiana de los New Orleans Saints. El estadio llegó a un acuerdo con el hotel y casino Caesars Palace, siendo que el recinto tendrá el nombre Caesars Superdome.[111]

## Medios de comunicación

### Televisión
Este será el octavo año bajo los actuales contratos de transmisión con CBS, ESPN, Fox y NBC. Esto incluye "cross-flexing" (cambio) los partidos del domingo por la tarde entre CBS y Fox antes o durante la temporada, independientemente de la conferencia del equipo visitante. NBC transmite Sunday Night Football, el juego de inicio y el juego de la noche de Acción de Gracias. ESPN transmite Monday Night Football, con juegos selectos transmitidos simultáneamente en ABC, y el Pro Bowl, que también se transmite simultáneamente en ABC, y Fox transmite Thursday Night Football junto con NFL Network.
NBC televisará el Super Bowl LVI. CBS originalmente estaba programado para transmitir el juego bajo la rotación actual. Sin embargo, CBS cambió el juego a NBC a cambio del Super Bowl LV. El Super Bowl LVI cae durante los Juegos Olímpicos de Invierno de 2022, los primeros en programarse durante los Juegos Olímpicos en curso (NBC también tiene los derechos de transmisión de los Juegos Olímpicos en EE. UU.).
Aunque el acuerdo actual de MNF de ESPN expira en 2021 y los contratos con CBS, Fox y NBC finalizan en 2022, la NFL puede comenzar las negociaciones sobre todos los nuevos acuerdos de transmisión al mismo tiempo.